# Bondepige med slør
Bondepige med slør (ragazza con il velo in danese) è un dessert tipico della cucina danese, composto da pane di segale grattugiato, che viene tostato con burro e zucchero e poi alternato a strati in un bicchiere di vetro con marmellata o purea di mele, panna montata, e talvolta cioccolato grattugiato, mandorle o fragole per decorazione.